# Margit román hercegnő
Margit román hercegnő (románul: Principesa Margareta a României), korábban németül: Margarita von Hohenzollern-Sigmaringen (Lausanne, 1949. március 26. –) a Romániai-ház vezetője és a román korona őrzője.

## Élete

A román királyi címer

Margit román hercegnő 1949. március 26-án született Svájcban, Lausanne városában. Szülei: I. Mihály román király és Anna Bourbon–parmai hercegnő, Románia címzetes királynéja.
Négy lánytestvére van:
- Ilona hercegnő (1950)
- Irén hercegnő (1953)
- Zsófia hercegnő (1957)
- Mária hercegnő (1964)

Tanulmányait Olaszországban, Svájcban és Nagy-Britanniában, az Edinburgh-i Egyetemen végezte. 1996. szeptember 21-én ment feleségül a középszerű és titkosszolgálati kapcsolatokkal megvádolt színészhez, Radu Dudához.
Apja, I. Mihály korábbi román király 2007 decemberében – annak ellenére, hogy az 1923-as alkotmány csak férfiágon engedélyezi a trón öröklését – őt jelölte ki utódjául. 2011-ben a román királyi család I. Mihály döntése értelmében lemondott a Hohenzollern-házhoz fűződő minden történelmi és dinasztikus kapcsolatáról, ezzel egyidejűleg a Hohenzollern–Sigmaringen-ház román ágának neve Romániai-házra változott. Ezzel Mihály a nagyapja, I. Ferdinánd román király 1921-es döntését erősítette meg, amellyel a román királyi család nemzeti jellegét és függetlenségét kívánta hangsúlyozni.
2016 márciusában – miután az idős exuralkodó súlyos betegségére hivatkozva bejelentette, hogy „visszavonul a közélettől” – felhatalmazta Margitot, hogy a „korona őreként” képviselje a román királyi családot. Apja 2017 végén bekövetkezett halálát követően Margit a román uralkodói ház vezetője és a román korona őrzője lett.

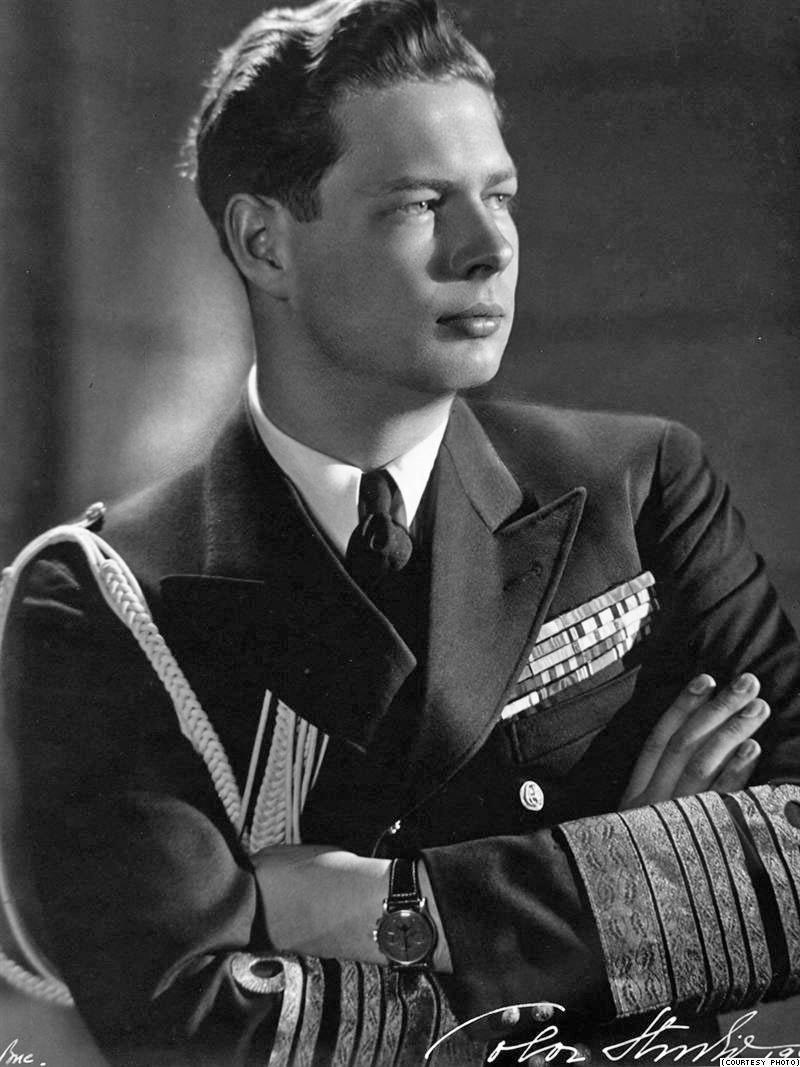
Apja, I. Mihály román király
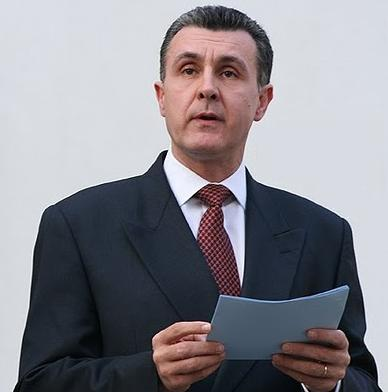
Férje, Radu Duda